# Jajar (Wates)
Jajar is een bestuurslaag in het regentschap Kediri van de provincie Oost-Java, Indonesië. Jajar telt 3241 inwoners (volkstelling 2010).